# Audrey Ruth Briggs
Audrey Ruth Churchill (de soltera Briggs) (1920 – 2005) fue una criptoanalista británica que trabajó en Bletchley Park durante la Segunda Guerra Mundial.

## Trayectoria
Se graduó en Lenguas Modernas en la Universidad de Cambridge y, de 1942 a 1945, como experta en alemán, trabajó en Bletchley Park como miembro de Z Watch, que tradujo los mensajes descifrados. Trabajó de diversas maneras en los Huts 4 y 5, el Bloque A (N) y la Sección Naval NS I - Criptografía alemana.
En 1946, Briggs se casó con el exagente de Dirección de Operaciones Especiales, el comandante Oliver Churchill, DSO MC en la Catedral de Worcester, donde su padre GW Briggs era canónigo. Su hijo mayor era Toby Churchill.